# Керсутит
Керсутит — темно-коричневий або чорний дволанцюговий кальцій-титановий мінерал з групи амфіболів із формулою: NaCa2(Mg3Ti4+Al)(Si6Al2)O22(O)2.
Керсутит зустрічається у вигляді фенокристалів у лужних вулканічних породах, у конкреціях перидотиту і габро в лужних базальтах, а також у сієнітах, монцонітах і карбонатитових туфах. Мінеральні асоціації включають титановий авгіт, реніт, олівін, ільменіт, шпінель, плагіоклаз, титановий паргасит.
Вперше його було описано в 1884 році і названо на честь Карсута, район Умань на півночі Гренландії.